# Bonaventura Abad
Bonaventura Abat (Cardona, segle xviii - Marsella, 1766) fou un frare de l'Orde de Menors al Convent de Sant Francesc de Barcelona, i notable matemàtic i físic interessat sobretot en l'òptica (microscopis i miralls ustoris).
Va marxar del conventual de Sant Francesc de Barcelona per anar a estudiar al col·legi de Marsella, on es va dedicar a les matemàtiques.Va escriure Amusements philosophiques sur diverses parties des sciences et principalement de la physique et des mathématiques, que es va publicar a Amsterdam el 1763.